# 宮良川
宮良川（みやらがわ、めーらかーら、めーらがー）は、沖縄県の石垣島南部を流れる二級河川。島内で最大の河川である。

## 流域
県内最高峰の於茂登岳の北東の中腹を源流とし、上流で支流の石橋川（イシバシカーラ、イシパチィカーラ）、底原川と合流する。中流は前山と宮良台地の間を流れ、支流のヘーギナー川と合流しながら蛇行した後、南流して宮良湾（太平洋）へ流れ出る。下流部の流れは緩やかであり、ボラ（ブラ）やサヨリ（ハリジャー）が河口から2.5kmの赤下橋付近まで遡上することもある。自然の河岸が多く残り、下流ではオヒルギなどのマングローブ湿地が発達して、「宮良川のヒルギ林」として1972年に国の天然記念物に指定されている。また近年はカヌーによるエコツアーが河口部で行われている。
宮良川土地改良事業の水源として源流付近に真栄里ダムや底原ダムがあり、流路の両側にはサトウキビやパイナップルの畑、水田など農地が広がっている。一方で、これらの農地開発などのため大雨後には土壌が流出して宮良湾が赤く染まり、県内で最も赤土流出が激しい河川として知られる。

## 歴史
かつては河口部が「歩渡り」（歩行渡）といわれ歩いて渡ることができ、満潮時には渡舟を利用していた。河口の宮良橋は宮良親雲上長重によって順治15年（1658年）に初めて架けられ、島の東西を結ぶために修理や架替えが繰り返された。また、宮良橋の上流に大浜橋があったという。
宮良湾は遠浅のため、乾隆36年（1771年）の八重山地震による明和の大津波では宮良集落で1,050人が死亡するなど大きな被害を受けている。なお、この時、津波は宮良湾から宮良川とヘーギナー川を逆流して名蔵湾まで流れ込んだともいわれる。しかし、これは牧野清の『八重山の明和大津波』（1968年）に基づくもので、古文書に記録はない。むしろ、古文書には津波がそのような経路を辿った場合に通過するはずの御嶽が無事であったという記録が残っており、津波が宮良湾から名蔵湾へ抜けたとする話と整合しない。
この津波では宮良橋も崩壊し、その後は長らく橋のない状態が続いたが、1860年に仲尾次政隆が私財を投じて橋を築いた。この橋は全長約114m、幅5.4mで、7ヶ所に水門を設けていたが、翌年に台風で破損したため水門を11ヶ所に増やして再建した。仲尾次は琉球王府の官吏で、禁制の浄土真宗を布教したとして石垣島に流刑になっていたが、この架橋等の功績が認められて、1864年に赦免されて那覇に戻った。
1937年（昭和12年）頃には下流西岸に製糖工場が建てられ、これに伴い磯辺集落が形成された。また、中・上流域には沖縄本島や宮古島などから入植があり、1938年に開南、1941年に川原、1950年に三和、1957年に於茂登の各集落が開拓された。近年は流域で市営団地の建設も進んでいる。

## 支流
- 石橋川（イシバシカーラ、イシパチィカーラ）
- 底原川
- ヘーギナー川

## 河川施設
- 真栄里ダム - 宮良川本流にあるダム[17][18]。
- 平喜名堰 - 宮良川本流にある堰[17]
- 二又堰 - 宮良川本流にある堰[17]
- 底原ダム - 宮良川水系底原川にあるダム[19][20]。
- 石垣ダム - 宮良川水系磯辺川にあるダム[17][21]。

## 橋梁
- 宮良橋（国道390号）[1][3][12]
- 赤下橋（沖縄県道209号大浜富野線）
- 川原橋（沖縄県道211号新川白保線）
- 武那田原大橋（沖縄県道87号富野大川線）

## 宮良川に関連する作品
- 「宮良川節」 - 江戸時代末期に宮良橋の完成（架け替え）を祝い、私財を投じた仲尾次政隆を讃えて作られた民謡[3]。
- 「ふるさとからの声」 - 成底ゆう子の曲。宮良川が歌詞に歌われている。